# Gemeentesecretaris
De gemeentesecretaris is de eerste beleidsadviseur van het Nederlandse college van burgemeester en wethouders of het Belgische college van burgemeester en schepenen van een gemeente. Hij/zij wordt in de Nederlandse Gemeentewet echter niet meer bestempeld als het hoofd van de ambtelijke organisatie.

## Nederland
Sinds de invoering van het dualisme in 2002 kent de Gemeentewet twee nevengeschikte functionarissen: de secretaris en de griffier. De secretaris is hierbij de ondersteuner van het college en de griffier van de gemeenteraad. De term gemeentesecretaris is in deze context eigenlijk voorbehouden aan de griffier. Immers de Nederlandse Grondwet hanteert nog steeds de term 'gemeenteraad' en de secretaris van de gemeente is dus de griffier. Duaal gezien is het dan ook beter te spreken van 'collegesecretaris' en 'raadsgriffier'. De secretaris is de eerst aangewezene om het college van burgemeester en wethouders (college van B&W) te ondersteunen. De juridische positie van de secretaris is geregeld in de Gemeentewet. Het college van burgemeester en wethouders is verantwoordelijk voor de aanstelling, schorsing en het ontslag van de secretaris (artikel 102 Gemeentewet). In België kan in gemeenten met meer dan 60.000 inwoners de secretaris worden bijgestaan door een ambtenaar die als adjunct-secretaris die door de gemeenteraad aan de secretaris wordt toegevoegd.

## Vlaanderen
Ook in Vlaanderen heeft elke gemeente één gemeentesecretaris. De gemeentesecretaris wordt aangesteld en ontslagen door de gemeenteraad en wordt geëvalueerd door een bijzondere gemeenteraadscommissie. Onder de door de Vlaamse regering bepaalde voorwaarden kan de gemeenteraad beslissen dat het ambt in deeltijd wordt uitgeoefend. De rechtspositieregeling van de gemeentesecretaris is geregeld in het gemeentedecreet.
De gemeentesecretaris heeft in Vlaanderen verschillende verantwoordelijkheden. Dit zijn onder andere:
- Hij/zij staat in voor de algemene leiding van de gemeentelijke diensten.
- Hij/zij staat aan het hoofd van het gemeentepersoneel en is bevoegd voor het dagelijks personeelsbeheer.
- Hij/zij bereidt de zaken voor die aan de gemeenteraad, aan de gemeenteraadscommissies, aan het college van burgemeester en schepenen en aan de burgemeester worden voorgelegd.
- hij/zij sluit namens het managementteam een afsprakennota af met het college van burgemeester en schepenen in het begin van de bestuursperiode.
- Hij/zij zorgt in overleg met het managementteam voor het opstellen van het voorontwerp van:
  - het organogram;
  - de personeelsformatie;
  - de rechtspositieregeling van het personeel;
  - de strategische nota van het meerjarenplan en de herziening ervan;
  - de beleidsnota van het budget;
  - de verklarende nota van en budgetwijziging.
- Hij/zij woont de vergaderingen bij van de gemeenteraad en het college van burgemeester en schepenen en is verantwoordelijk voor het opstellen van de notulen ervan; deze van de gemeenteraadscommissies kan hij bijwonen.
- Hij/zij organiseert de behandeling van de briefwisseling.
- Hij/zij tekent als eerste de betaalopdracht.